# Benito Floro
Benito Floro Sanz (Gijón, 2 juni 1952) is een voormalig Spaans voetballer en voetbaltrainer, die tot augustus 2017 werkzaam was als hoofdtrainer en sportief directeur van Alajuelense.

## Trainerscarrière
Benito Floro was als trainer actief in zijn vaderland Spanje, Mexico, Japan, Ecuador en Marokko. In juli 2013 werd hij benoemd tot bondscoach van Canada. Floro begon op 1 augustus 2013. Hij volgde interim-bondscoach Colin Miller op, die op zijn beurt Stephen Hart had afgelost. Pas in de achtste wedstrijd onder zijn leiding behaalde Canada de eerste overwinning. Nadat Canada zich niet had weten te plaatsen voor het WK voetbal 2018, stapte Floro in september 2016 op. Hij werd opgevolgd door zijn assistent Michael Findlay.
| Interlands Canada onder leiding van Benito Floro | Interlands Canada onder leiding van Benito Floro | Interlands Canada onder leiding van Benito Floro | Interlands Canada onder leiding van Benito Floro | Interlands Canada onder leiding van Benito Floro |
| №                                                | Datum                                            | Wedstrijd                                        | Uitslag                                          | Competitie                                       |
| ------------------------------------------------ | ------------------------------------------------ | ------------------------------------------------ | ------------------------------------------------ | ------------------------------------------------ |
| 1                                                | 8 september 2013                                 | Canada – Mauritanië                              | 0 – 0                                            | Oefeninterland                                   |
| 2                                                | 10 september 2013                                | Canada – Mauritanië                              | 0 – 1                                            | Oefeninterland                                   |
| 3                                                | 15 oktober 2013                                  | Canada – Australië                               | 0 – 3                                            | Oefeninterland                                   |
| 4                                                | 15 november 2013                                 | Tsjechië – Canada                                | 2 – 0                                            | Oefeninterland                                   |
| 5                                                | 19 november 2013                                 | Slovenië – Canada                                | 1 – 0                                            | Oefeninterland                                   |
| 6                                                | 23 mei 2014                                      | Bulgarije – Canada                               | 1 – 1                                            | Oefeninterland                                   |
| 7                                                | 27 mei 2014                                      | Moldavië – Canada                                | 1 – 1                                            | Oefeninterland                                   |
| 8                                                | 9 september 2014                                 | Canada – Jamaica                                 | 3 – 1                                            | Oefeninterland                                   |
| 9                                                | 14 oktober 2014                                  | Canada – Colombia                                | 0 – 1                                            | Oefeninterland                                   |
| 10                                               | 18 november 2014                                 | Panama – Canada                                  | 0 – 0                                            | Oefeninterland                                   |
| 11                                               | 16 januari 2015                                  | Canada – IJsland                                 | 1 – 2                                            | Oefeninterland                                   |
| 12                                               | 19 januari 2015                                  | Canada – IJsland                                 | 1 – 1                                            | Oefeninterland                                   |
| 13                                               | 27 maart 2015                                    | Canada – Guatemala                               | 1 – 0                                            | Oefeninterland                                   |
| 14                                               | 31 maart 2015                                    | Canada – Puerto Rico                             | 3 – 0                                            | Oefeninterland                                   |
| 15                                               | 11 juni 2015                                     | Dominica – Canada                                | 0 – 2                                            | WK-kwalificatie                                  |
| 16                                               | 16 juni 2015                                     | Canada – Dominica                                | 4 – 0                                            | WK-kwalificatie                                  |
| 17                                               | 8 juli 2015                                      | Canada – El Salvador                             | 0 – 0                                            | Gold Cup                                         |
| 18                                               | 11 juli 2015                                     | Jamaica – Canada                                 | 1 – 0                                            | Gold Cup                                         |
| 19                                               | 14 juli 2015                                     | Canada – Costa Rica                              | 0 – 0                                            | Gold Cup                                         |
| 20                                               | 4 september 2015                                 | Canada – Belize                                  | 3 – 0                                            | WK-kwalificatie                                  |
| 21                                               | 8 september 2015                                 | Belize – Canada                                  | 1 – 1                                            | WK-kwalificatie                                  |
| 22                                               | 13 oktober 2015                                  | Canada – Ghana                                   | 1 – 1                                            | Oefeninterland                                   |
| 23                                               | 13 november 2015                                 | Canada – Honduras                                | 1 – 0                                            | WK-kwalificatie                                  |
| 24                                               | 17 november 2015                                 | El Salvador – Canada                             | 0 – 0                                            | WK-kwalificatie                                  |
| 25                                               | 5 februari 2016                                  | Verenigde Staten – Canada                        | 1 – 0                                            | Oefeninterland                                   |
| 26                                               | 25 maart 2016                                    | Canada – Mexico                                  | 0 – 3                                            | WK-kwalificatie                                  |
| 27                                               | 29 maart 2016                                    | Mexico – Canada                                  | 2 – 0                                            | WK-kwalificatie                                  |
| 28                                               | 3 juni 2016                                      | Azerbeidzjan – Canada                            | 1 – 1                                            | Oefeninterland                                   |
| 29                                               | 7 juni 2016                                      | Canada – Oezbekistan                             | 2 – 1                                            | Oefeninterland                                   |
| 30                                               | 2 september 2016                                 | Honduras – Canada                                | 2 – 1                                            | WK-kwalificatie                                  |
| 31                                               | 6 september 2016                                 | Canada – El Salvador                             | 3 – 1                                            | WK-kwalificatie                                  |

## Erelijst
Als trainer
 Albacete
- Segunda División: 1990/91
- Segunda División B: 1989/90

 Real Madrid
- Copa del Rey: 1992/93
- Supercopa de España: 1993
- Copa Iberoamericana: 1994

 Villarreal
- UEFA Intertoto Cup: 2003